# Sophienschatz
Als Sophienschatz wird eine Sammlung von Schmuckstücken bezeichnet, die als Grabbeigaben aus der Dresdner Sophienkirche in mehreren Etappen geborgen wurden. Er ist damit nicht ein „Schatz“ im engeren Sinne. Die Sammlung befindet sich heute, seit 1977 allerdings nicht mehr vollständig, im Stadtmuseum Dresden.

## Geschichte
Im Zusammenhang mit Plänen zur Erneuerung des Chorgestühls sowie der Erneuerung der Zentralheizung begannen ab 1909 Bauarbeiten in der Sophienkirche. Dabei entdeckte man in mehreren Schichten übereinanderliegende Grabkammern, die zum damaligen Zeitpunkt bereits sehr stark zerstört waren. Daraus ergaben sich erhebliche Schwierigkeiten bei der Bauausführung im Bereich der geöffneten Grüfte, deren Zustand schließlich dazu führte, dass bei der ab 1910 unter der Bauleitung von Stadtbaurat Hans Erlwein durchgeführten Innensanierung die rund 60 zum Teil offenen Grabkammern im Kirchenraum geleert und anschließend verfüllt werden mussten.
Die in diesen Grüften gefundenen Grabbeigaben wurden von der Stadt Dresden konfisziert und, soweit sie damals nicht an Privatpersonen veräußert wurden, dem damals noch im Neuen Rathaus befindlichen Stadtmuseum Dresden übergeben. Die nicht veräußerten Schmuckstücke von 1910 bildeten zunächst einen ersten Grundstock für den später so bezeichneten Sophienschatz.

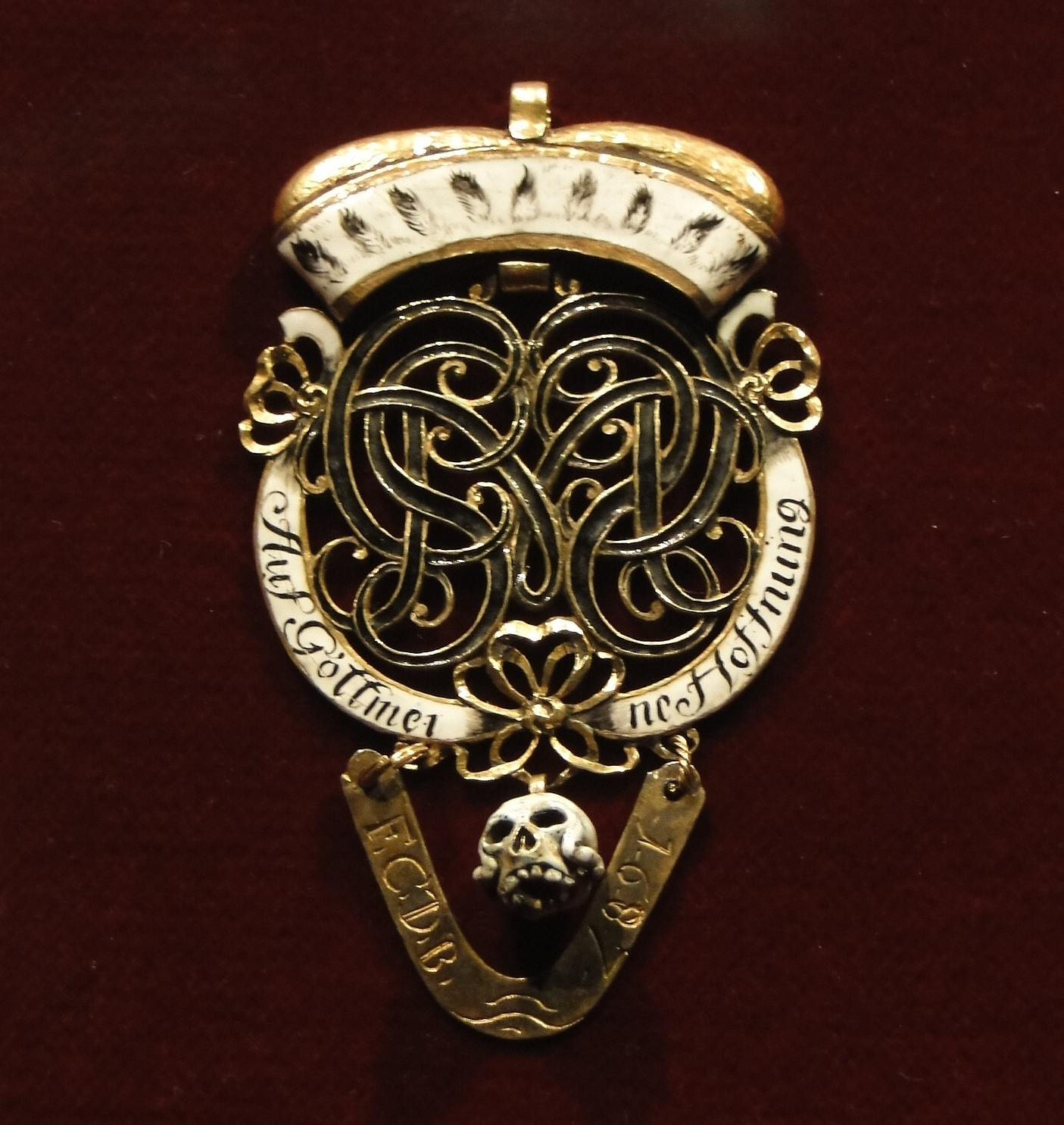
Anhänger mit Kurhut und Totenkopf aus dem Jahr 1687

Weitere Grüfte der Sophienkirche, vor allem die bei den Arbeiten 1910 im südlichen Teil nicht verfüllten, wurden nach dem Abbruch der Kirchenruine ab dem 12. Oktober 1964 bei den Aushubarbeiten für die Großgaststätte Am Zwinger zerstört. Erst vier Tage nach Beginn der Aushubarbeiten, bei denen die Grüfte und ihr Inhalt ohne Ansehen des historischen Wertes oder Rücksicht auf die bestatteten Toten beseitigt wurden, konnte durch das Landesamt für Denkmalpflege „das Wüten … unterbrochen werden“. Unter Leitung des stadtgeschichtlichen Museums wurden aus den noch vorhandenen etwa 70 Grabkammern Grabbeigaben wie Münzen, Ringe, Gefäße, vergoldete Lorbeerblätter und Kruzifixe geborgen. Sie wurden bei der Wiedereröffnung des Stadtmuseums 1966 ausgestellt. 
Die weiteren, bis dahin unversehrt erhaltenen Grüfte wurden 1966/67 bei der Verlegung eines Versorgungskabels zum Kulturpalast in Mitleidenschaft gezogen. Das Fundprotokoll der wiederum durch das Stadtmuseum durchgeführten Ausgrabungen verzeichnet zahlreiche Ringe, Gold- und Silberschmuck sowie zwei Kruzifixe.
In der Gesamtheit bildet die Sammlung der aus der Sophienkirche 1910, 1964 und 1966/67 geborgenen Grabbeigaben den Sophienschatz. Zu diesem werden insgesamt 56 goldene Grabbeigaben, 100 Ringe aus purem Gold, dutzende Armbänder und Ketten aus Gold und Emaille sowie acht goldene Ordensketten gezählt.

## Kunstraub 1977
Am 20. September 1977 raubten Unbekannte in einem der spektakulärsten Kunstraube, die es auf dem Gebiet der DDR gab, 57 Schmuckgegenstände aus dem Stadtmuseum Dresden, darunter zahlreiche Schmuckstücke aus dem Sophienschatz. Dieser Raub war deshalb so spektakulär, weil er während der Öffnungszeiten des Museums stattfand und auch trotz der Kameraüberwachung im Museum selbst stattfinden konnte. Insgesamt wurden 12 Verdächtige ermittelt, über 3600 Vernehmungen durchgeführt, und, ungewöhnlich für die damalige Zeit in der DDR, auch die Bevölkerung zur Mithilfe aufgefordert, wodurch dieser Kunstraub auch in der Öffentlichkeit bekannt wurde.
Zur Aufklärung des Raubes fertigte unter anderem der Phantombild- und Fahndungszeichner Karl-Heinz Sobierajski gemeinsam mit dem Grafiker Martin Hänsch insbesondere von den Gegenständen, von denen keine oder nur schlechte Fotos vorhanden waren, genaue Zeichnungen an, die gemeinsam mit den Fotos zu einem Fahndungskatalog zusammengestellt wurden. Diese Arbeit – und der Katalog selbst – bildete die Grundlage dafür, dass 23 Jahre später große Teile der geraubten Gegenstände in Oslo identifiziert werden konnten.
1986 fand man, eher durch Zufall, einen ersten Teil einer Kette. Weitere Objekte tauchten 1999 bei einem Kunsthändler in Oslo auf. 38 Schmuckstücke konnten anhand des Kataloges von Sobierajski und Hänsch identifiziert und durch die norwegische Polizei zunächst sichergestellt werden. Trotz intensiver Bemühungen der norwegischen Polizei konnte der Weg vom Stadtmuseum Dresden bis in den norwegischen Kunsthandel nur teilweise zurückverfolgt werden. Diese 38 Schmuckstücke wurden nach schwierigen Verhandlungen 2005 schließlich durch die Stadt Dresden für das Museum zurückerworben, da dem Besitzer der bösgläubige Erwerb nicht nachgewiesen werden konnte. Über den Kaufpreis bewahren beide Seiten Stillschweigen. 
Ein weiterer Anhänger einer Kette wurde 2002 in Hannover identifiziert und 2006 an das Museum zurückgegeben. Somit sind aktuell 40 Stücke des geraubten Teiles des Sophienschatzes wieder im Besitz des Stadtmuseums, 17 Objekte sind allerdings weiterhin verschollen.
Zu den Hintergründen des Kunstraubes besteht, so eine Ausstrahlung von Terra X: Geheimakte Sophienschatz, unter anderem die Vermutung, dass die Staatssicherheit der DDR unmittelbar daran beteiligt gewesen sei:

„Erst im Sommer 2008 liefern ZDF-Recherchen den letzten Puzzlestein. Ein Regierungs-Insider aus dem Umfeld des DDR-Kunsthandels sagt aus, der Auftrag zum Schatzraub sei aus dem Regierungsapparat gekommen, und zwar direkt aus dem Büro von Stasi-Chef Mielke.“

Die Täter und Hintermänner dieses Raubes sind bis heute nicht gefasst, der Sophienschatz noch immer unvollständig: So fehlt beispielsweise noch immer die 1,3 Kilogramm schwere und aus Gold bestehende Königskette der Privilegierten Bogenschützen-Gesellschaft zu Dresden.